# 天主教克塔克暨布巴内斯瓦尔总教区
天主教克塔克暨布巴內斯瓦爾總教區（拉丁語：Archidioecesis Cuttackensis-Bhubanesvarensis），是羅馬天主教會以印度奧里薩邦前首府克塔克為中心的一個總主教區。下轄四個教區。
2006年有教友62,985名，僅佔轄區總人口的0.5%。由115名司鐸名管理三十四個堂區。現任教區總主教為若望·巴爾瓦。
1928年7月18日設自治傳教區。1937年6月1日升為教區，1953年1月24日升為總教區。